# Добри Дуб (Сърбия)
Добри Дуб (на сръбски: Добри Дуб) е село в Сърбия, разположено в община Тутин, Рашки окръг. Намира се на 1127 метра надморска височина. Населението му според преброяването през 2011 г. е 186 души. При преброяването на населението през 2002 г. има 240 жители, от тях 240 (100,00 %) бошняци.

## Население
Численост на населението според преброяванията през годините:
- 1948 – 404 души
- 1953 – 471 души
- 1961 – 488 души
- 1971 – 589 души
- 1981 – 621 души
- 1991 – 485 души
- 2002 – 240 души
- 2011 – 186 души